# むんこ
むんこ（1974年7月2日 - ）は、日本の4コマ漫画家。埼玉県浦和市出身、同県さいたま市緑区東浦和在住。女性。芳文社、竹書房、双葉社などの各4コマ漫画誌で執筆している。

## 経歴・概要
新聞配達、カメラマンアシスタントなどの職業を経ながら同人活動を行っていた。
2002年の『まんがくらぶ』（竹書房）への投稿作「まい・ほーむ」が同年10月の準月間賞として第9回竹書房漫画新人賞にノミネートされ投稿作より1篇「いっしょじゃなきゃいや」が系列4誌に掲載され佳作を受賞する。
2003年、竹書房の『まんがライフ』2月号「第2回まんがライフ新人マンガ家バトル」にて「はじめてのおるすばん」で商業誌デビュー、4作品中1位となり同4月号から「ふたりでおるすばん」と改題し数度ゲスト掲載。
同年、芳文社の『まんがタイム』8月号「新人4コマまんが展」に「らいか・デイズ」の読み切りが掲載され、のち連載となる。
2006年12月-2007年1月にかけて行われた「ライブドアVS竹書房4コマまんが交流戦!!」では竹書房の刺客として参加し、2007年1月13日-18日までlivedoorデイリー4コマで「がんばれ!メメ子ちゃん」を連載した。
2007年、『まんがタイム』7月号で「だって愛してる」の一時休載を、『まんがタウン』2007年9月号で「はいぱー少女 ウッキー!」の一時休載を、『まんがくらぶ』2007年10月号で「まい・ほーむ」の一時休載をそれぞれ発表。『まんがホーム』2007年8月号では作者自身の妊娠が発表されており、さらに『まんがタイム むんこコレクション』（『まんがタイム』2007年10月号増刊）では、「だって愛してる」の休載の理由が作者自身の妊娠であることが説明された。残る2作に関しては休載理由の説明は無い。また、「らいか・デイズ」も『まんがタイムオリジナル』掲載分については2008年1月号から3月号まで休載している。
「はいぱー少女 ウッキー!」については、『まんがタウン』2008年7月号より、「だって愛してる」については、『まんがタイム』2008年11月号より連載が再開され、「まい・ほーむ」についても『まんがくらぶ』2009年9月号から連載再開された。通常の連載として唯一休載が続いていた『まい・ほーむ』の連載再開によって、休載されていた作品は全て再開された。その後、妊娠時に連載中だった作品の幾つかは完結を迎えている。
なお他作の休載中にも表紙・巻頭作品である「らいか・デイズ」（『まんがホーム』連載分）と当時表紙・巻頭作品であった「がんばれ!メメ子ちゃん」の休載はなかった。
2013年3月23日、ブログで第2子出産を公表、それに先立って同年2月27日には「らいか・デイズ」の『まんがタイムオリジナル』2013年5月号- 6月号掲載分を休載することを公表している。この際には『まんがくらぶ』2013年6月号「ゆあまいん」と『まんがライフオリジナル』2013年5月号「だから美代子です」も休載した。
2017年までは、ひらのあゆと共に芳文社の再録4コマ誌『まんがタイムコレクション』のローテーションの柱を務めていた。
2016年には、恋愛主体の作品のノウハウ作りを目的に、同人誌『なごむさんとひろみちゃん』の第1話を発表、10年程度遠ざかっていたコミティアでの同人活動を再開した。
2018年には、『まんがタウン』2018年10月号にて、「はいぱー少女 ウッキー!」完結以来の同誌での連載作品となる「ビギンはもうすぐ閉店します」を発表。2020年11月号まで連載された。
2020年には、ぶんか社初の連載作品となる「ファニーランドの鬼ババア」を、『主任がゆく！スペシャル』vol.146より連載。
2024年1月には、商業作品としては初のWEB漫画となる『夫の遺言が「同人誌書け」だった話』をツイ4にて発表、同年5月より『夫の遺言が「同人誌描け」だったもので』のタイトルで連載開始。その一方で、商業活動初期から連載を継続してきた『らいか・デイズ』は完結を迎えることになった。

## エピソード
高校時代、曙はるとはクラスメイトで漫研では副部長（曙が部長）であった。
またその当時、特撮モノなどの番組にはまりその中でも『怪奇大作戦』を見た影響でアルバイトなどで稼いだお金などをLD購入につぎ込むほど俳優の岸田森の大ファンになり、脇役として出ていた作品も収集するほどの熱の入れようで、また名画座にて受験前日が放映最終日だったという岸田森が出演していた作品を見に行ってしまい翌日の試験に落ちてしまったとのこと。
カメラマンアシスタントなどの前歴からか、初期作品には写真家をテーマにしたものが複数ある。また、『らいか・デイズ』キャラクターのネーミングにもカメラ関係が多く、カメラや写真に関する描写は一定の知識を持つ読者であればより楽しめる細かさを持つ。
4コマ漫画を描くようになったのはたまたま読んだ『あずまんが大王』（あずまきよひこ）の影響による。
ペンネームの由来はエドヴァルド・ムンクの『叫び』から。『究極超人あ〜る』（ゆうきまさみ）の登場人物の一人、曲垣剛がビックリしたとき「叫び」の顔になるのだが、作者はその顔がとても面白くてよくマネしていた。高校の漫研に入った時にそのムンクの「叫び」から取って「むんこ」というペンネームにした。

## 作品の特徴、傾向
主人公の年齢は幼稚園児から老人まで多岐にわたるが、学業や仕事そのものよりも、学友（または同僚）・家族・関係者とのやり取りや、日常生活の描写に重点を置いている（ただし、主人公が社会人の場合は、仕事の描写は若干増える）。
コマにもよるが、背景の書き込みは比較的あっさり目である。次のコマで背景が急に描かれなくなる、同じ場面に居た筈の人物が一部省略される、という場面がままある。人物は、ややデフォルメ気味に描かれ、特に初期の作品では、頬の部分が大きく外側に膨れる輪郭をした人物が何割か存在した（2010年代後半以降でも、時々この輪郭になっている）。殆どの作品で、主要人物のうちの1人ないし数人は、縦に細長い（瞼も含めると、アルファベットのT字に近い）瞳で描かれている。
台詞をあまり入れず、絵だけで見せる手法をしばしば用いる。例えば、『らいか・デイズ』で来華と竹田しか登場しない場面で、この手法が用いられることが多い。なお、駆け出しの頃は、必ずしもいい評価を得られなかったと『だんなぼん』で記している。
主人公及び一部の主要人物の、父親または母親の正面顔がはっきり描かれない。連載作品では、殆どがこのケースに該当する。顔が描かれない人物の線引きについて、『らいか・デイズ』においては子に対する愛情が作中の当事者（来華および竹田）目線で足りているかどうか、を基準にしていた、と作者は述べている。
主人公または主要人物の一部が、常人を凌駕する身体能力を持っている場合が多い。
時事ネタを扱うケースは少ないが、2010年代中ごろより、昭和がらみのネタをしばしば盛り込むようになった。特に『出会ってしまったツルとカメ』では比較的多くみられる。
こだわりがあるのか、小学校の体育の場面では、女子の体操服にブルマーを採用し続けている。なお、それ以外では発表年代に合わせてハーフパンツとなっている。
殆どの作品で、入浴シーンが最低1回は描写されている（長期連載化している『らいか・デイズ』では年に1 - 2回ほど）。性質上、若い女性陣が対象になることが多いが、中年・老人や男性陣が対象になることも時々ある。頻度は非常に少ないものの、作品によっては性的な描写が入ることもある。

## 作品リスト

### 漫画作品

#### 連載
- らいか・デイズ（『まんがホーム』、『まんがタイムオリジナル』2003年 - 2024年）
- まい・ほーむ（『まんがくらぶ』2004年1月号 - 2010年5月号）
- がんばれ!メメ子ちゃん（『まんがくらぶオリジナル』2004年11月号・2005年4月号 - 2010年6月号）
- だって愛してる（『まんがタイム』2004年12月号 - 2010年12月号）
- はいぱー少女 ウッキー!（『まんがタウン』2005年3月号 - 2011年10月号）
- ゆあまいん（『まんがくらぶ』2010年9月号・2011年1月号〈ゲスト〉・2011年6月号 - 2013年12月号） - 『まい・ほーむ』の続編作品。
- だってあいちてる（『まんがタイム』2011年9月号 - 2012年9月号） - 『だって愛してる』のスプンオフ作品。
- だから美代子です（『まんがライフオリジナル』2012年1月号・2月号〈ゲスト〉・2012年5月号 - 2017年9月号）
- 出会ってしまったツルとカメ（『まんがライフセレクションむんこスペシャル』→『まんがライフオリジナル』）
- 春と秋について（『まんがくらぶ』2015年7月号 - 2017年10月号）
- 花丸町の花むすび（『まんがタイム』2018年7月号 - 2024年6月号）
- ビギンはもうすぐ閉店します（『まんがタウン』2018年10月号 - ）
- ひとりみ天国（作者サイト「むんこのへや」→『まんがライフセレクションむんこスペシャル』→『まんがくらぶ』）
- ホームの目次のアレ。（『まんがホーム』）
- まりあ17（セブンティーン）（『まんがタイムコレクションむんこ特集』→『まんがタイム』）
- ひとりみ天国（『まんがくらぶ』2014年10月号 - 2020年5月号）[24]
- おんぼろ花ハイム（『まんがライフセレクションむんこスペシャル』→『まんがライフオリジナル』）
- ファニーランドの鬼ババア（『主任がゆく!スペシャル』）
- なんでモモさんは（『まんがライフオリジナル』2023年12月号[25][26] - 連載中）
- 夫の遺言が「同人誌描け」だったもので（『ツイ4』2024年5月1日[27] - 連載中）
- おみくんちはね（『まんがタイムコレクションむんこ特集』→『まんがタイム』2024年7月号[28] - 2025年8月号[29]） - むんこ特集の休刊から連載化までの空白期間あり[30]。

#### 主な読みきり及び短期連載作品
- うろおぼエブリデイ（『まんがライフSTORIA』）
- おいでよ みみ子ちゃん（『オースーパージャンプ』） - 『がんばれ！メメ子ちゃん』4巻に併録。
- お直しします！（『まんがライフオリジナル』）
- ここはシガレット（『まんがタウン』）
- 代打ちDAUGHTER（『近代麻雀』） - 『まい・ほーむ』1巻に併録。
- なごむさんとひろみちゃん（『まんがライフWIN』） - 同人誌で展開していた作品の再掲。
- 箱庭のハコ（『まんがライフセレクションむんこスペシャル』） - 『まんがくらぶ』にも出張掲載歴あり。
- 春と秋と奏ちゃんと。（『まんがライフセレクションむんこスペシャル』→『まんがライフ女子部』） - 同人誌作品の商業化。
- 春と秋について AFTER（『まんがくらぶ』）
- ふたりでおるすばん（『まんがライフ』、『まんがライフセレクション』） - 『はじめてのおるすばん』を改題。
- ほとぐら（『イブニング』）
- めいっぱい！ラチチュード（『まんがタイムラブリー』） - 『だって愛してる』1巻に併録。
- 『恋愛ラボ』のアンソロジー寄稿作品（原作：宮原るり、『恋愛ラボ 8.5』2013年）
- 『レーカン！』のアンソロジー寄稿作品（原作：瀬田ヒナコ、『レーカン！アンソロジーコミック』2015年）
- 『有閑みわさん』のアンソロジー寄稿作品（原作：たかの宗美、『有閑みわさん』5巻収録「有閑みわさんトリビュート」、2009年）

### 書籍
- 『らいか・デイズ』、芳文社〈まんがタイムコミックス〉2005年 - 2024年、全35巻
- 『まい・ほーむ』、竹書房〈バンブーコミックス〉2005年 - 2010年、全3巻
  - （新装版）竹書房〈バンブーコミックス〉2015年、上下巻
- 『だって愛してる』、芳文社〈まんがタイムコミックス〉2006年 - 2011年、全3巻
- 『がんばれ!メメ子ちゃん』、竹書房〈バンブーコミックス〉2006年 - 2010年、全4巻
- 『はいぱー少女 ウッキー!』、双葉社〈アクションコミックスまんがタウン〉2007年 - 2011年、全3巻
- 『妹本』、共著：曙はる、芳文社〈まんがタイムコミックス〉、2008年6月22日第1刷発行（2008年6月7日発売）、ISBN 978-4-8322-6644-5
- 『だってあいちてる』、芳文社〈まんがタイムコミックス〉2012年、全1巻
- 『だから美代子です』、竹書房〈バンブーコミックス〉2013年 - 2017年、全4巻
- 『ゆあまいん』、竹書房〈バンブーコミックス〉2014年、全1巻
- 『まりあ17』、芳文社〈まんがタイムコミックス〉2015年 - 2018年、全3巻
  1. 2015年1月22日第1刷発行（2015年1月7日発売[31]）、ISBN 978-4-8322-5352-0
  2. 2016年7月22日第1刷発行（2016年7月7日発売[31]）、ISBN 978-4-8322-5496-1
  3. 2018年4月6日発売[31]、ISBN 978-4-8322-5676-7
- 『春と秋について』竹書房〈バンブーコミックス〉、2018年2月27日発売[32]、ISBN 978-4-8019-6193-7
- 『春と秋と奏ちゃんと。』、竹書房〈バンブーコミックス〉2021年、上下巻
  - （上巻）2021年1月21日発売[33]、ISBN 978-4-8019-7189-9
  - （下巻）2021年1月21日発売[34]、ISBN 978-4-8019-7190-5
- 『出会ってしまったツルとカメ』、竹書房〈バンブーコミックス〉2019年 - 2020年、全2巻
  1. 2019年5月27日発売[35]、ISBN 978-4-8019-6623-9
  2. 2020年11月11日発売[36]、ISBN 978-4-8019-7142-4
- 『なごむさんとひろみちゃん』竹書房〈バンブーコミックス〉、2019年12月25日発売[37]、ISBN 978-4-8019-6832-5
- 『花丸町の花むすび』、芳文社〈まんがタイムコミックス〉2020年 - 2024年、全4巻
  1. 2020年3月5日発売[38]、ISBN 978-4-8322-5784-9
  2. 2021年7月7日発売[38]、ISBN 978-4-8322-5833-4
  3. 2022年12月7日発売[38]、ISBN 978-4-8322-5887-7
  4. 2024年7月5日発売[38]、ISBN 978-4-8322-5945-4
- 『ビギンはもうすぐ閉店します』双葉社〈アクションコミックス〉、2020年12月10日発売[39]、ISBN 978-4-575-94579-9
- 『ひとりみ天国』竹書房〈バンブーコミックス〉、2021年11月26日発売[40]、ISBN 978-4-8019-7491-3
- 『おんぼろ花ハイム』、竹書房〈バンブーコミックス〉2022年 - 2023年、全2巻
  1. 2022年10月17日発売[41]、ISBN 978-4-8019-7862-1
  2. 2023年10月17日発売[42]、ISBN 978-4-8019-8177-5
- 『ファニーランドの鬼ババア』、ぶんか社〈ぶんか社コミックス〉2022年 - 2024年、全2巻
  1. 2022年11月14日発売[43]、ISBN 978-4-8211-5466-1
  2. 2024年11月25日発売[44]、ISBN 978-4-8211-5951-2
- 『なんでモモさんは』、竹書房〈バンブーコミックス〉2024年 - 、既刊1巻（2024年11月7日現在）
  1. 2024年11月7日発売[45][46]、ISBN 978-4-8019-8474-5
- 『夫の遺言が「同人誌描け」だったもので』、講談社〈星海社COMICS〉2024年 - 、既刊2巻（2025年6月11日現在）
  1. 2024年11月13日発売[47]、ISBN 978-4-06-537684-3
  2. 2025年6月11日発売[48]、ISBN 978-4-06-539977-4

### その他
- 僕らはみんな河合荘（テレビアニメ、2014年）第6話エンドカード

## 同人活動
サークル名「べにばなみりん」で活動している。
- だんなぼん（べにばなみりん／むんこ）第1巻～第6巻+「蛇足のご挨拶」の全7冊　のち再編版『だんなぼん　ぜんぶ入り』
- なごむさんとひろみちゃん（べにばなみりん／むんこ）全5巻
- 春と秋と奏ちゃんと（べにばなみりん／むんこ）上巻・中巻・下巻

他に『ヨコハマ買い出し紀行』『TIGER & BUNNY』等の同人誌を発行している。後に、『コミティア30thクロニクル 第3集』に『だんなぼん』の一部エピソードが収録された。
『まんがホーム』2007年2月号の読者プレゼント企画で同人誌『だんなぼん』を提供する。又、同企画用の4コマ漫画で『だんなぼん』の表紙を飾る夫と思われる人物が登場した。
また、曙はるとの合同サークル「さるばな」でも活躍。2008年に発売された『妹本』は、同サークルから出版されたものから採録した作品集である。
2017年からは、完結した自身の商業作品を題材にした同人誌も発表している。なお、一部は夢子との合同サークル「みりんとせきにん」名義で刊行されている。商業作品を題材にした同人誌は、一部を除いて作者ブログ「むんこのおしらせ」上でも公開している。2021年からは、Pixivでの公開に移行しているほか、新刊の頒布もBOOTHでの通信販売を採り入れている。
2016年 - 2017年にかけて発行していた『なごむさんとひろみちゃん』は、2019年9月末からの「まんがライフWIN」での再掲を経て、同年末に竹書房バンブーコミックスとして単行本化された。『春と秋と奏ちゃんと』も、同人誌での展開の完結後、2021年1月に竹書房の手で商業作品化・商業単行本化された。

## 花丸町について
むんこ作品の大半は架空の町『埼玉県 花丸市 花丸町』が舞台。そのため各作品の設定が微妙にかぶっていたり、町内や学校などで、他作品のキャラがチョイ役で（完結済・継続中を問わず）カメオ出演している事がままある。特に『花丸町の花むすび』では、他作品とのコラボレーションを売りの一つとした作品作りをしている。
『がんばれ!メメ子ちゃん』に登場している花丸商事営業の女性2人（泉・沢子）は『まい・ほーむ』の舞の父と同僚で、舞のことを可愛がってくれる。『まい・ほーむ』の舞の担任と『らいか・デイズ』の東野教諭は花丸小学校の同僚であり、この事から両作品は同じ学校が舞台である事がわかる。『がんばれ!メメ子ちゃん』の沢子と『はいぱー少女ウッキー!』の西原雅子は従姉妹である。『春と秋について』のアキトや美香の行きつけの豚カツ屋では『まりあ17』のまりあや公子がアルバイトしており、逆にまりあの行きつけの立ち食い蕎麦屋の女将の孫が美香である。『花丸町の花むすび』の原田衛と、『春と秋について』の秋人およびハルは、大学時代の学友である。『おんぼろ花ハイム』の佐藤柊は、『出会ってしまったツルとカメ』の亀井とは高校の同級生であり、鶴田とは中学校時代の同級生である。他にも『だって愛してる』では『らいか・デイズ』の春菜親子が焼きイモを買っていたり､逆に『らいか・デイズ』では『だって愛してる』の八百八で働いている寺田街子や、『はいぱー少女ウッキー!』の西原一家が電気屋で冷蔵庫を選んでいたり、『だから美代子です』の美代子と『らいかデイズ』の如月オメガ（如月 円）が対面するなど、意外な所に意外なキャラがいたりする。
作品全般的に、人情味あふれる登場人物が少なくなく、「笑いと人情の場所」「さまざまな愛が育まれる町」と紹介されている。
「特にモデルとなっている場所は無いものの、自分の住んでいる場所を基準にしてしまう」と作者はコメントしている。なお、実在の施設がモデルとなっている場所もあり、作中の鉄道はJR武蔵野線の東浦和駅および南浦和駅（京浜東北線も含む）が、竹田たちがデートで訪れた動物公園は、大崎公園がモデルとなっている。海野親子が買い物に訪れたショッピングモールは、越谷市のイオンレイクタウンをモチーフにしていると考えられる。